# Ventriloquism
Ventriloquism je dvanácté studiové album americké hudebnice Meshell Ndegeocello. Vydáno bylo dne 16. březen roku 2018, kdy jej uvedla společnost Naïve Records. Deska vyšla bezmála čtyři roky po vydání zpěvaččina předchozího alba Comet, Come to Me (červen 2014). Deska obsahuje výhradně coververze, a to například od Tiny Turner, Prince nebo Janet Jacksonové.

## Seznam skladeb
1. I Wonder if I Take You Home
2. Nite and Day
3. Sometimes it Snows in April
4. Waterfalls
5. Atomic Dog 2017
6. Sensitivity
7. Funny How Time Flies (When You're Having Fun)
8. Tender Love
9. Don't Disturb This Groove
10. Private Dancer
11. Smooth Operator

## Obsazení
- Meshell Ndegeocello – zpěv, baskytara
- Chris Bruce – kytara
- Jebin Bruni – klávesy
- Abraham Rounds – bicí
- Kat Khaleel – zpěv
- Jonathan Hoard – zpěv
- Justin Hicks – zpěv
- Anne Schermerhorn – hlas
- Eric Schermerhorn – hlas
- Chris Pierce – harmonika
- Kaveh Rastegar – baskytara
- Doyle Bramhall II – kytara
- Adam Levy – kytara
- Jeff Parker – kytara
- Levon Henry – dřevěné nástroje